# Tethrisis suzannae
Tethrisis suzannae är en korallart som beskrevs av Philip Alderslade 1998. Tethrisis suzannae ingår i släktet Tethrisis och familjen Isididae. Inga underarter finns listade i Catalogue of Life.